# Эджертон, Джон, 6-й герцог Сазерленд
Джон Сазерленд Эджертон, 6-й герцог Сазерленд (10 мая 1915 — 21 сентября 2000) — британский аристократ и пэр из семьи Эджертонов. Он носил титул учтивости виконта Бракли с 1915 до 1944 года, когда стал 5-м графом Элсмиром, унаследовав титул своего отца. Он унаследовал герцогский титул в 1963 году от своего дальнего родственника.

## Титулатура
5-й граф Элсмир из Элсмира, графство Шропшир (с 24 августа 1944 года), 5-й виконт Бракли из Бракли, Нортгемптоншир (с 24 августа 1944), 13-й баронет Гоуэр (с 1 февраля 1963), 8-й граф Гоуэр (с 1 февраля 1963), 6-й герцог Сазерленд (с 1 февраля 1963), 8-й виконт Трентам из Трентама, Стаффордшир (с 1 февраля 1963), 9-й барон Гоуэр из Ститтенхема, Йоркшир (с 1 февраля 1963), 7-й маркиз Стаффорд (с 1 февраля 1963).

## Фон и образование
Родился 10 мая 1915 года. Единственный сын Джона Эджертона, 4-го графа Элсмира (1872—1944), и леди Вайолет Лэмбтон (1880—1976). Джон получил образование в Итоне и Тринити-колледже в Кембридже. Он отправился во Францию с британским экспедиционным корпусом и был взят в плен в Сен-Валери в 1940 году. Он провел четыре года в лагере для военнопленных. Вернувшись в 1944 году, он сменил своего отца как обладатель титула графа Элсмира (24 августа 1944 года).

## Карьера
В феврале 1963 года Джордж Сазерленд-Левесон-Гауэр, 5-й герцог Сазерленд (1888—1963), дальний родственник Джона Эджертона, скончался, не оставив прямого наследника мужского пола. Эджертон унаследовал герцогство, но не поместья Сазерленд и замок Данробин, которые достались Элизабет Янсон (1921—2019), племяннице Джорджа, ставшей 24-й графиней Сазерленд.
Долг по наследству вынудил герцога Сазерленда продать многие произведения из знаменитой семейной коллекции живописи и графики. Богатство семьи перешло от землевладений к коллекции картин, оцениваемой в 120 миллионов фунтов стерлингов, которая включала Рафаэля, Тициана, Тинторетто, Пуссена и большую часть знаменитой Орлеанской коллекции из Пале-Рояля в Париже. Богатство появилось от приобретений третьего герцога Бриджуотера, который построил знаменитый канал и передал ему свои рудные богатства, а также от брачных союзов. Бенджамин Дизраэли однажды отдал должное «таланту семьи поглощать наследниц».
Несмотря на сотни картин, которые герцог Сазерленд был вынужден продать, он сохранил голландских мастеров для Мертоуна. Шотландская национальная галерея в Эдинбурге имела в своем распоряжении ряд известных картин, взятых в долгосрочную ссуду из поместья герцога Сазерленда, в том числе произведения Тициана, Эль Греко, Рафаэля и ван Дейка (одна из которых, «Венера Анадиомена», была куплена галереей после его смерти в счет налога на наследство). Продав Бриджуотер-хаус в Лондоне, герцог ясно дал понять, что отказывается от столичных занятий. Он поддерживал семейную традицию скачек.
Будучи консерватором, он занял свое место в палате лордов в 1945 году, но более полувека воздерживался от права голосовать или выступать.
Шестой герцог вел очень местный образ жизни. В 1984 году он продал четыре шедевра, чтобы финансировать улучшение своего сада площадью 20 акров (0,081 км²) для открытия его публике. В 1994 году он не согласился, когда Национальная галерея Шотландии попыталась разместить некоторые из его картин в новой галерее в Глазго, предпочтя, чтобы они были рассредоточены по всей Шотландии.

## Семья
29 апреля 1939 года Джон Эджертон женился первым браком на леди Диане Перси (23 ноября 1917 — 16 июня 1978), дочери Алана Перси, 8-го герцога Нортумберленда, и леди Хелен Магдален Гордон-Леннокс (1886—1965). После смерти своей первой жены 16 августа 1979 года он вторично женился на Эвелин Мэри Моубрей (род. 20 октября 1929), бывшем декораторе интерьеров, которая разделяла его любовь к рыбалке. Эвелин была дочерью майора Роберта Моубрея и Клэр Вильгельмины Мод Моррисон-Белл. Оба брака были бездетными.
В 2000 году после смерти бездетного Джона Эджертона, 6-го герцога Сазерленда, его титулы и владения унаследовал его дальний родственник Фрэнсис Эджертон (род. 1940), ставший 7-м герцогом Сазерлендом и 6-м графом Элсмиром.